# 볼트 (화기)

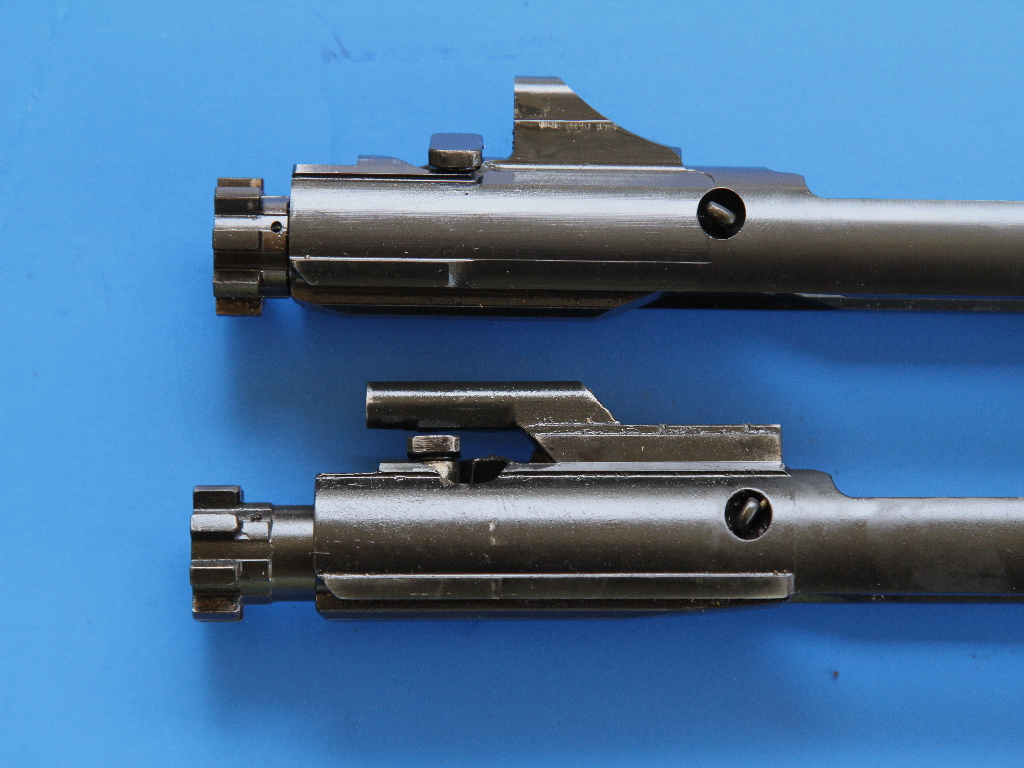
AR-15형 소총의 볼트 캐리어

볼트(bolt)는 추진제가 연소되는 동안 총열 약실의 후면 개구부(개미)를 막고 탄창에서 카트리지를 쉽게 싣고 내릴 수 있도록 앞뒤로 움직이는 반복적인 후장식 화기의 일부이다. 발사핀과 추출기는 볼트의 필수 부분이다. "노리쇠"(breechblock)와 "볼트"(bolt)라는 용어는 종종 같은 의미로 사용되거나 명확한 구분 없이 사용되지만 일반적으로 볼트는 명목상 원형 단면을 갖는 노리쇠의 일종이다.
지연 블로우백, 반동 또는 가스 작동을 사용하는 대부분의 자동화기에서 볼트 자체는 가스 튜브(가스 작동식) 또는 가스 피스톤에서 후방으로 밀리는 추가 (단행정 또는 장행정 피스톤) 시스템 부품을 포함하는 더 큰 볼트 캐리어 그룹(bolt carrier group, BCG) 내에 수용된다. 자동 장전식 권총의 슬라이드에는 동일한 부품이 포함되어 있으며 비슷한 기능을 수행한다.

## 작동
볼트 액션, 레버 액션, 펌프 액션 소총 또는 산탄총과 같은 수동 작동식 화기에서 노리쇠는 발사 시 잠금 러그에 의해 고정되어 모든 팽창 가스를 앞으로 밀어낸다. 노리쇠는 수동으로 잠금 해제되고 움직여서 사용된 탄피를 추출하고 다른 탄을 약실에 장전한다.
자동화기(반자동, 점사, 또는 완전 자동)에서 노리쇠는 각 발사마다 뒤로 밀려났다가 앞으로 움직이며, 반동 (반동 이용식) 또는 팽창하는 가스(블로우백 방식 및 가스 작동식)에 의해 뒤로 밀리고 용수철에 의해 앞으로 밀린다. 노리쇠가 뒤로 움직일 때 추출기(extractor)가 이전 발사의 사용된 탄피를 약실에서 빼내고, 탄피가 약실에서 완전히 벗어나면 이젝터가 탄피를 총기 밖으로 튕겨낸다. 노리쇠가 앞으로 움직일 때 탄창에서 새 탄약통을 집어 약실로 밀어 넣는다.
텔레스코핑 볼트는 총열의 후미 끝을 감싸는 노리쇠이다. 이 노리쇠 설계는 총열 길이 또는 노리쇠 무게를 희생하지 않고 전체 총기 길이를 줄이는 데 자주 사용된다.
턴 볼트는 볼트 캐리어를 사용하지 않고 전체 노리쇠가 회전하여 잠그고 잠금 해제하는 화기 부품을 의미한다. 이는 볼트 액션 화기에서 가장 흔하게 발견되지만 일부 자동 화기에서도 발견된다.
소총에서 가장 흔한 잠금 메커니즘은 회전 노리쇠 방식이며, 이는 견고한 유형의 노리쇠 잠금으로 분류될 수 있다. 반강성 노리쇠 잠금은 노리쇠, 총열 또는 후미 하우징 중 하나에 잠금 요소가 움직일 수 있게 장착되어 있고 볼트 캐리어를 사용한다. 반강성 노리쇠 잠금의 예로는 롤러-잠금 노리쇠 또는 Heym SR 30 또는 Anschütz 1827 Fortner (둘 다 직선-당김 소총)와 같은 볼 베어링이 있다.

## 클로즈드 볼트 vs 오픈 볼트
클로즈드 볼트 화기에서는 발사 시 볼트가 최전방 위치에 있다. 이는 볼트를 뒤쪽으로 잡고 방아쇠를 당기면 볼트가 해제되어 앞으로 꽝 닫혀 카트리지가 발사되는 오픈 볼트 화기와 반대된다.

## 같이 보기
- 회전 노리쇠 방식
- 화기 작동 방식